# Барабанний бій
Барабанний бій (англ. The Sound of Drums) — дванадцятий епізод третього сезону поновленого британського науково-фантастичного телесеріалу «Доктор Хто». Уперше транслювався на телеканалі BBC One 23 червня 2007 року. Є другим з трьох епізодів, які утворюють пов'язану розповідь, йдучи після епізоду «Утопія» та перед епізодом «Останній володар часу».
Події епізоду відбуваються в 21 столітті. Володар часу Майстер (грає Джон Сімм) бере на Землі ім'я Гарольд Сáксон, використовує мережу супутників мобільного зв'язку, за допомогою яких він гіпнотизує світ та впливає на населення Сполученого Королівства, щоб бути обраним у якості прем'єр-міністра. Після виборів він налагоджує контакт з прибульцями, які намагаються почати вторгнення на Землю, яких він називає токлафанами.

## Сюжет
Десятий Доктор, Марта Джонс та Джек Гаркнесс оточені майбутниками. Доктор лагодить вихровий маніпулятор Джека, щоб перенести їх на Землю 21 століття. Марта каже, що Майстер міг би бути десь у часі та просторі разом із TARDIS після втечі, але Доктор стверджує, що він знаходиться на Землі в цей проміжок часу. Вони усвідомлюють, що Майстер взяв ім'я Гарольд Саксон і переміг на виборах, щоб стати прем'єр-міністром Великої Британії. Він одружений із Люсі.
На Даунінґ-стріт, 10, Майстер вирушає на перше засідання нового Кабінету міністрів. Він розкидає паперові документи і ображає Кабінет міністрів, після чого сідає на своє місце та надягає протигаз. Токсичний газ розпорошується в приміщення, яке вбиває всіх міністрів.
Марта повертається додому з Джеком та Доктором, і вони швидко знаходять в Інтернеті інформацію про «Гарольда Саксона», який показує, що він має повну біографію, а його освіта та досягнення всі відомі громадськості. Тим часом журналістка із «Sunday Mirror» виявляє, що біографія Гарольда Саксона є вигаданою; її вбиває робототехнічна куля Майстра після того, як вона бере інтерв'ю у його дружини.
У квартирі Марти Доктор пояснює, що він заблокував переміщення TARDIS, коли Майстер вкрав його, щоб він міг переміститись лише в попереднє місце і час, яке відвідав корабель — Землю 21 століття. Доктор вважає, що Майстер не міг прилетіти більш ніж вісімнадцять місяців раніше, тому не розуміє, чому його на виборах підтримала вся країна. Марта і Джек зізнаються, що вони планували проголосувати за нього. Доктор запитує, за що саме виступав Гарольд Саксон, але Марті складно на це відповісти, під час цього ритмічно постукуючи пальцями. На телебаченні приходить трансляція з прем'єр-міністром. У ній Майстер згадує кілька попередніх нападів прибульців. Потім він каже, що з ним зв'язалась нова іншопланетна раса, яка називається токлафанами. Доктор знаходить бомбу за телевізором. Він, Марта та Джек вибігають на вулицю, перед тим, як квартира вибухає. Вони сідають у машину, і Марта телефонує матері, не слухаючи поради Доктора цього не робити. Родину Марти арештовує поліція. Марта, Доктор та Джек приїжджають до будинку Франсін, коли Франсін та Клайва — її батьків — насильно затягують поліцейські до тюремного фургона. Не маючи іншого вибору, Доктор, Марта та Джек швидко тікають на машині.
Коли троє покидають автомобіль, Доктор бере телефон Марти і розмовляє з Майстром, вимагаючи дізнатися, хто такі токлафани. Майстер змінює тему і розпитує про Галліфрей, і дізнається, що даної планети вже немає, далеки майже знищені, і двоє з них є останніми володарями часу. Майстер пояснює, що володарі часу воскресили його як ідеального воїна для битви у Війні часу, але він втік у страху до кінця Всесвіту, перетворивши себе на людину.
Коли Доктор, Марта та Джек ховаються на занедбаному складі, Доктор пояснює Марті та Джеку походження Майстра. Він пояснює, що посвячених у віці восьми років володарі часу забирають на обряд ініціації, щоб вони поглянули у вихор простору і часу. Деяких це надихає, деякі тікають, а деяких вихор часу зводить з розуму. Доктор під час ініціації втік; він вважає, що Майстер зійшов з розуму. Джек отримує повідомлення до Торчвуду про мережу «Архангел». Доктор виявляє, що Майстер використовує дану мережу супутникового зв'язку, щоб гіпнотизувати людей, щоб вони проголосувати за нього. Доктор створює для себе, Марти та Джека по ключу з фільтром сприйняття, який дозволяє іншим бачити, але не помічати носія ключа.
Президент США прибуває до Лондона. Він каже Майстру, що UNIT контролює операцію контакту з прибульцями, посилаючись на протокол ООН. Він наполягає на тому, щоб перенести перший контакт на нейтральну територію авіаносця UNIT. Майстер приходить із Франсін, Тіш і Клайвом — представниками родини Марти, а Доктор, Марта та Джек слідують за ним, використовуючи вихровий маніпулятор Джека. На борту авіаносця вони знаходять TARDIS, який Майстер змінив на пристрій для підтримки часових парадоксів, який повинен почати роботу через дві хвилини після першого контакту. Вони йдуть до кімнати, в якій повинен відбутися перший контакт. Під час першого контакту Майстер розкривається перед усім світом, а токлафани вбивають Президента США. Доктора захоплюють охоронці: Майстер має змогу бачити крізь фільтр сприйняття. Маючи доступ до ДНК з рук Доктора, Майстер зістарює Доктора на 100 років, використовуючи технологію Лазаруса.
Майстер повідомляє людям, що вони є свідками кінця світу. Машина парадоксів активізується, створюючи над авіаносцем розлом у просторі-часі, з якого спускається шість мільярдів токлафанів. Майстер наказує їм убити одну десяту населення Землі. Поки Майстер відволікається, Марта телепортується на Землю за допомогою маніпулятора Джека, спостерігаючи, як токлафани спускаються на Землю.

## Знімання епізоду

Постер «Голосуйте за Саксона», який з'являється в епізоді

Епізод разом з епізодами «Утопія» та «Останній володар часу» вважається трисерійною історією — першою історією такої довжини в поновленому «Доктор Хто». Однак Расселл Ті Девіс говорив, що він вважає «Утопію» окремим епізодом, але зазначає, що визначення, чи належить цей епізод до історії, є довільним.
Деякі з автомобільних екшн-сцен в епізоді були зняті за участю Фріми Аджимен, а не за участю каскадера, і відбувались на Харбор-В'ю Роад в Пенарті.
Епізод рекламувався на телеканалах BBC під виглядом фальшивої політичної передачі, де британські знаменитості Шерон Осборн, McFly та Енн Віддкомб проголошували свою підтримку містера Саксона. Версію даної телепередачі можна побачити в епізоді, під час неї звучить барабанний бій. Також існує інший трейлер епізоду, в якому показані уривки епізоду з Доктором, Мартою Джонс та Джеком Гаркнессом, над якими звучить промова містера Саксона, в якій звучить, що «те, що потребує ця країна прямо зараз — це Доктор», а в кінці трейлеру показано невеликий кліп із Саксоном, в якому він посміхається та має намір знищити Доктора.

### Саундтрек
Мотив барабанного бою, який використаний кілька разів у епізоді, має схожість з ритмом музичної теми «Доктора Хто». Пісня «Voodoo Child» Роу Трейдерса дієгетично грає в епізоді. Пісня є частиною альбому «Here Come the Drums» та має у своєму тексті фрази «the sound of drums» та «here come the drums».

### Акторський склад
Карл Лачеле раніше грав роль американського ведучого новин у епізодах «Прибульці в Лондоні», «Третя світова війна» та «Різдвяне вторгнення». Зої Торн раніше озвучувала гельтів у епізоді «Невгамовні мерці». Олівія Хілл грала роль ведучого новин в епізоді «Вторгнення Бейнів» (2007) спін-офу «Доктора Хто» «Пригоди Сари Джейн». Вільям Г'юз, який зіграв Майстра-дитину, грає ще молодшого Казанову в однойменному телесеріалі BBC, написаного Расселлом Ті Девісом, в якому Девід Теннант грає дорослого Казанову.

## Трансляція епізоду
Епізод уперше транслювався на телеканалі BBC One 23 червня 2007 року. За нічними оцінками епізод було переглянуто 6,9 мільйонами глядачів, отримавши частку аудиторії 38,2 %. Дитяча аудиторія склала 1,2 мільйони глядачів, склавши 49,7 % аудиторії віком від 4 до 15 років, яка дивиться телебачення. Епізод отримав 87 балів за індексом оцінки. За фінальними оцінками епізод переглянуло 7,51 мільйонів глядачів, ставши одинадцятою найбільш популярною телепрограмою тижня. Супутній епізод «Доктор Хто: Конфіденційно» отримав 0,96 мільйонів глядачів на телеканалі BBC Three.